# Netscape Browser
Netscape Browser je webový prohlížeč pro operační systém Windows vydávaný společností AOL, ale vyvíjený společností Mercurial Communications. Jedná se o pokračovatele řady prohlížečů Netscape. Na rozdíl od Netscape 6 a 7, které byly založeny na balíku Mozilla Suite, je Netscape Browser založen na Firefoxu obdobně, jako třeba webový prohlížeč Flock. Jako řada dalších produktů od AOL podporuje AOL Instant Messenger. Prohlížeč je též zajímavý svou schopností přepínat se mezi renderovacím jádrem Gecko, které používají prohlížeče postavené na Mozille a jádrem Trident, který používá prohlížeč Windows Internet Explorer. Dne 28. prosince 2007 Netscape oznámil, že z důvodů nezájmu uživatelů o novou verzi končí s dalším vývojem webových prohlížeče Netscape.

## Přehled verzí
Netscape Browser se poprvé objevil na trhu 30. listopadu 2004 jako veřejný „prototyp“.
| Verze            | Datum vydání      |
| ---------------- | ----------------- |
| 0.6.4            | 7. ledna 2005     |
| 0.9.4 (8.0 Alfa) | 17. února 2005    |
| 0.9.5 (8.0 Alfa) | 23. února 2005    |
| 0.9.6 (8.0 Beta) | 3. března 2005    |
| 8.0.1            | 19. května 2005   |
| 8.0.2            | 17. června 2005   |
| 8.0.3.1          | 25. července 2005 |
| 8.0.3.3          | 8. srpna 2005     |
| 8.0.4            | 19. října 2005    |
| 8.1              | 25. ledna 2006    |
| 8.1.2            | 27. září 2006     |
| 8.1.3            | 2. duben 2007     |
| 9.0.0.6          | 28. prosinec 2007 |